# Ángel o demonio
Ángel o demonio (em português - Anjo ou demônio) é uma série de televisão produzida pelo Plural Entertainment, emitida pelo Telecinco com 22 episódios.

## Enredo
Valeria (Aura Garrido) é uma jovem estudante que após fugir de casa, descobre que é uma anjo e está no meio de uma batalha entre o bem e o mal. Agora, com a ajuda do anjo Nathael (Manu Fullola) e de um livro em branco deve evitar cair na tentação do mal e se tornar um anjo bom. Mas não é tão fácil: os demônios liderados pelo antigo Dune (Carmen Sanchez) vai usá-la quando se infiltrar no círculo de confiança do jovem Damian (Jaime Olías) para arrastá-lo para o mal.

## Elenco
- Aura Garrido ..... Valeria
- Jaime Olías ..... Damian
- Mar Saura ..... Alexia
- Manu Fullola ..... Nathael
- Carla Nieto ..... Iris
- Jorge Suquet ..... Graziel
- Carmen Sánchez ..... Duna
- Jaime Pujol ..... Juán Carlos
- Pablo Orteu ..... Santi
- Maru Valdivielso ..... Laia
- Aitana Hercal ..... Isa
- Laura Aparicio ..... Fátima
- Roberto Hoyas ..... Adrián
- Joan Marí ..... Bruno
- Eduard Lupo ..... Yago
- Rocío Muñoz ..... Samantha
- Susi Sánchez ..... Gabriel
- Mighello Blanco ..... Ruben Sierra
- Nazaret Aracil ..... Miranda
- Paloma Bloyd ..... Gala
- Carolina Bona ..... Glória
- Luis Iglesia ..... Medina

## Episódios
| Temporada | Temporada | Episódios | Início                 | Final               | Média de audiência | Média de audiência | Média de audiência |
| Temporada | Temporada | Episódios | Início                 | Final               | Espectadores       | Ação               |                    |
| --------- | --------- | --------- | ---------------------- | ------------------- | ------------------ | ------------------ | ------------------ |
|           | 1         | 13        | 1 de fevereiro de 2011 | 10 de maio de 2011  | 2 282 000          | 12,1%              |                    |
|           | 2         | 9         | 17 de maio de 2011     | 13 de julho de 2011 | 1 325 000          | 9,5%               |                    |
| Total     | Total     | 22        | 2011                   | 2011                | 1 804 000          | 10,8%              |                    |